# Heiligengeistgasse (Freistadt)

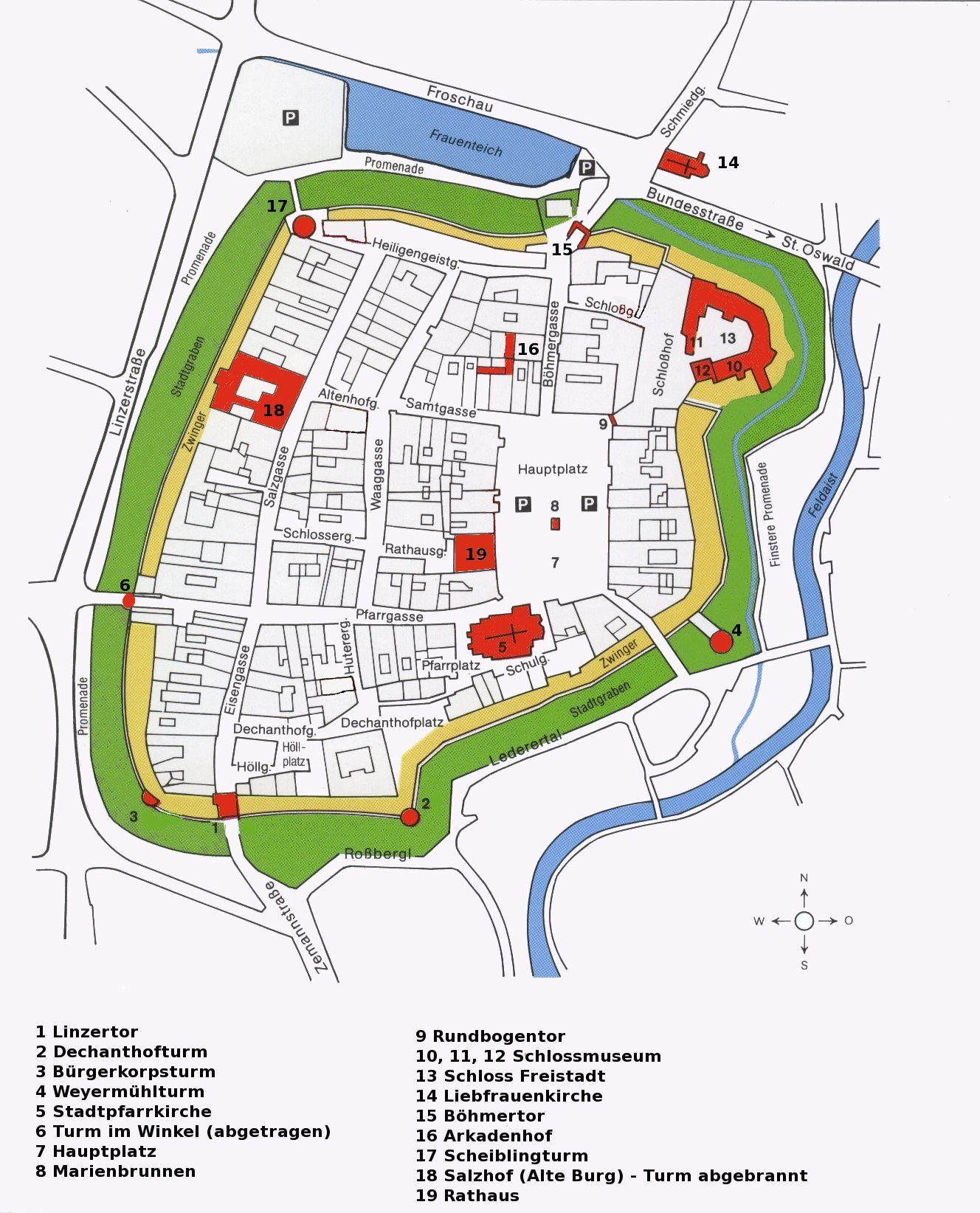
Die Altstadt mit dem Verlauf der Heiligengeistgasse

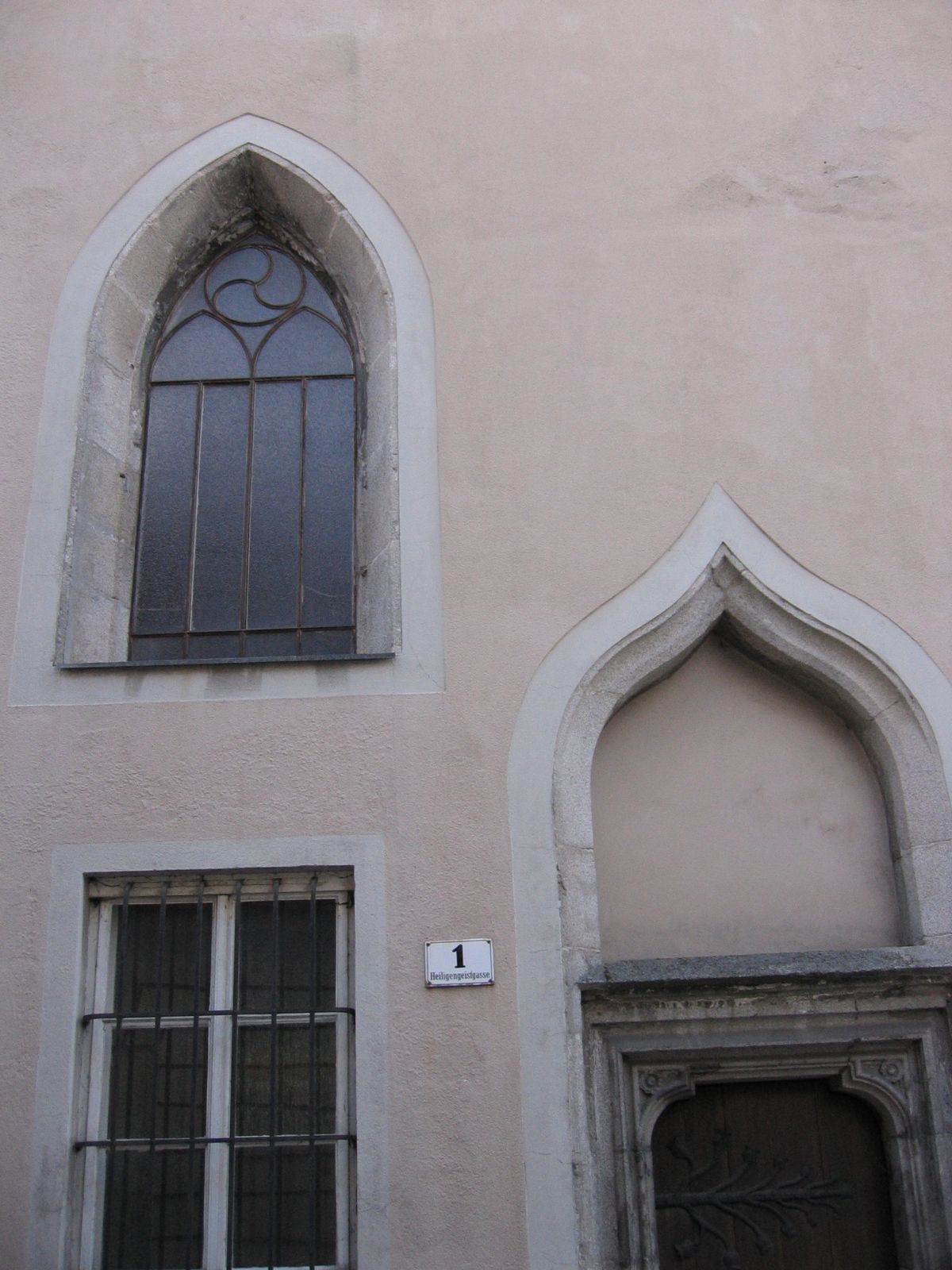
Die Reste der ehemaligen Kapelle

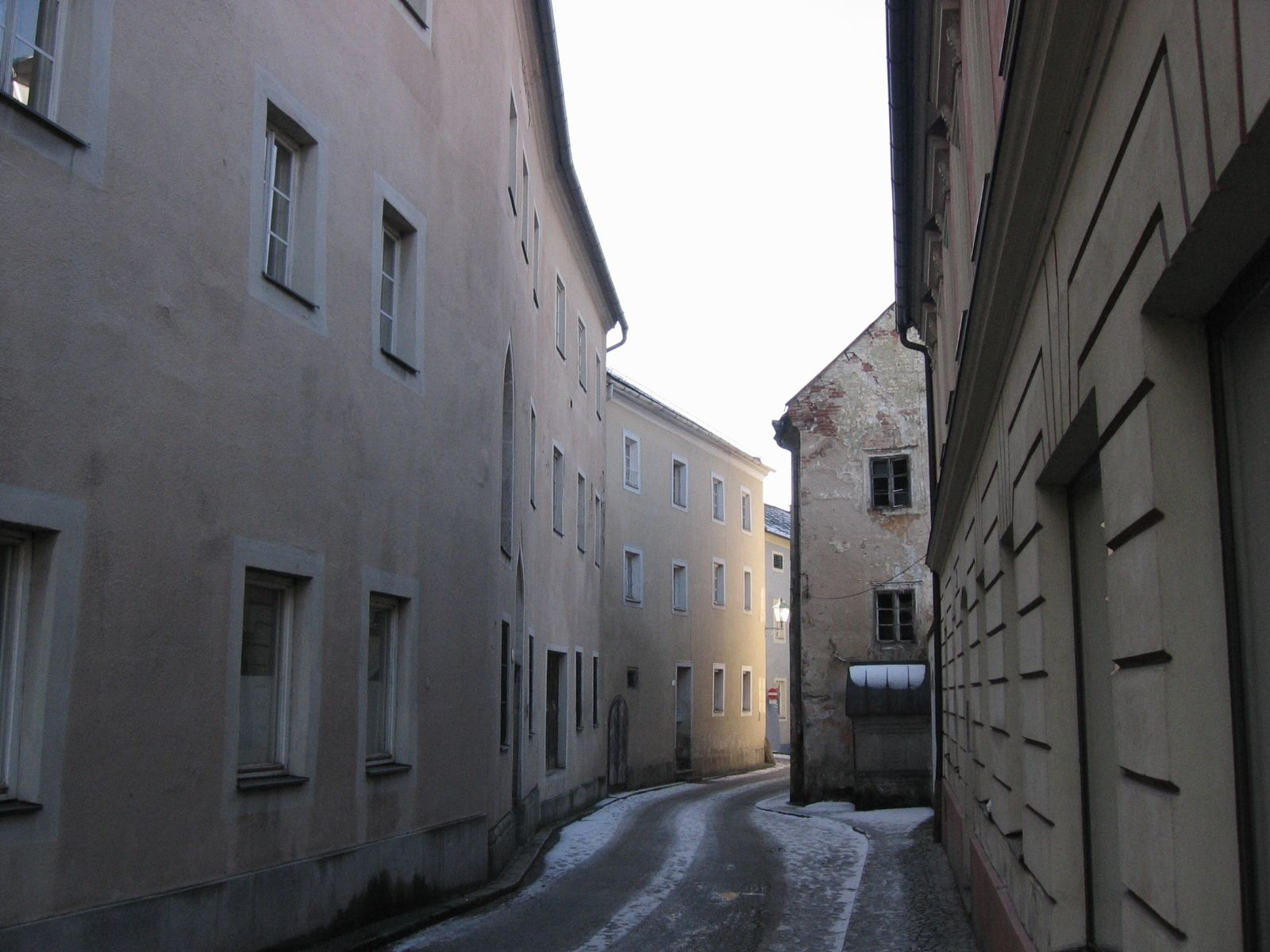
Nummer 1 und 3 (links)

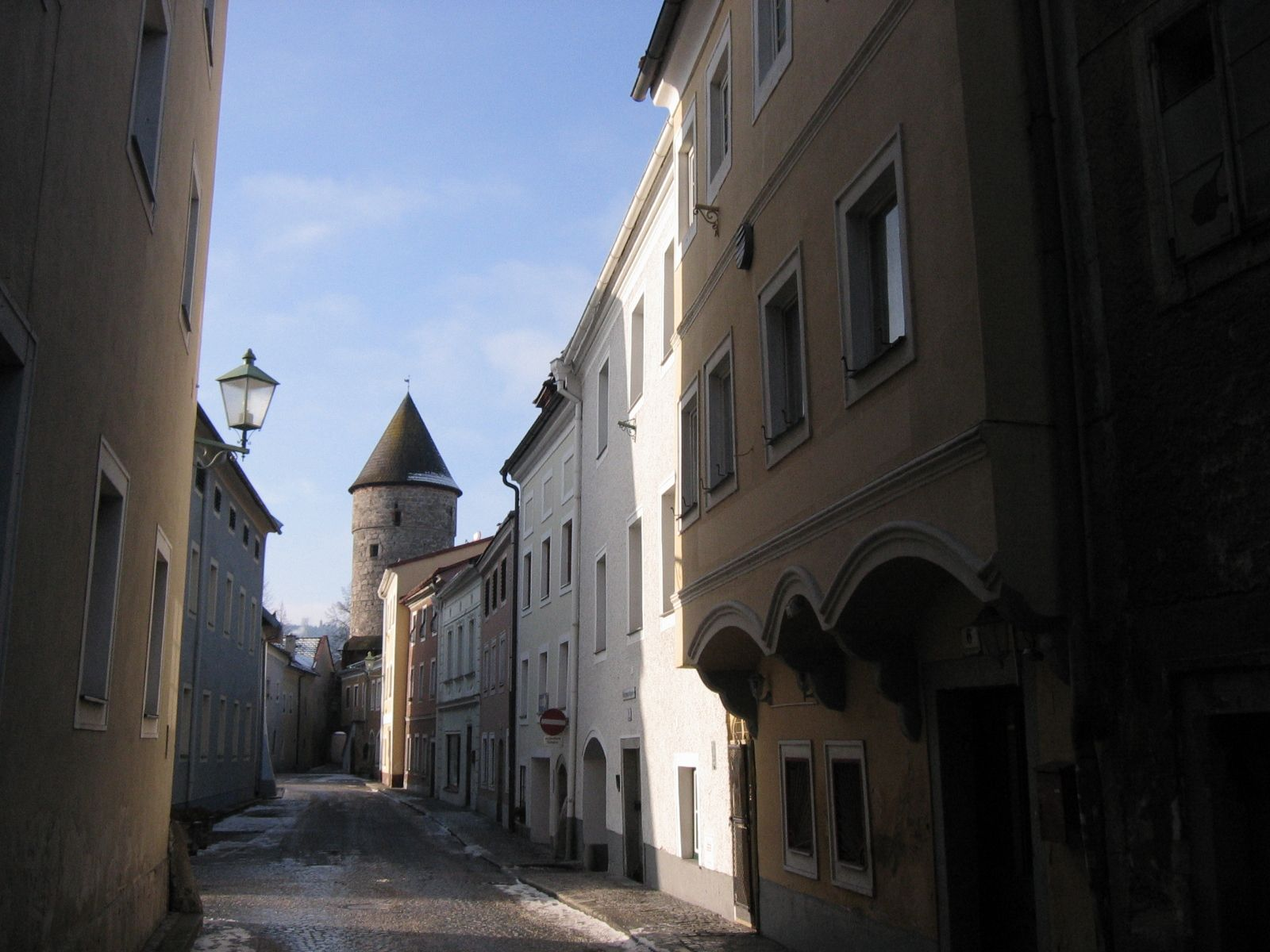
Die Gasse ab Nummer 6 bis zum Ende

Die Heiligengeistgasse ist eine rund 130 Meter lange Straße in Freistadt im oberösterreichischen Mühlviertel. Die Gasse wurde bei der Stadtgründung im 13. Jahrhundert angelegt und liegt innerhalb der Stadtmauern der Altstadt. Die Straße beginnt in der Nähe des Böhmertors und endet am Scheiblingturm.
Der Name der Gasse stammt von der ehemaligen Heiligen-Geist-Kapelle im Haus Nr. 1 ab, die im 15. Jahrhundert errichtet wurde. Ein Teil der Gasse war im Mittelalter Grenze von zwei Stadtvierteln. Entlang der heutigen Heiligengeistgasse stehen 13 Häuser, davon sind 11 denkmalgeschützt. Bei den beiden großen Stadtbränden 1507 und 1516 wurden alle Häuser der Stadt vernichtet, so auch in der Heiligengeistgasse. Auf Grund der Stadtbrände sind viele alte Dokumente aus der Erbauungszeit der Häuser verloren gegangen. Um 1880 vernichtete der letzte verheerende Brand viele Häuser der Gasse.

## Denkmalgeschützte Bauten
Sortiert nach heutigen Hausnummern mit Angabe der ehemaligen Adresse im Mittelalter in Klammer. Diese Gebäude wurden bis 2004 in die Denkmalliste Österreichs aufgenommen.
Eckhaus Heiligengeistgasse 1/Böhmergasse 9 (Bürgerhaus, früher Stadt Nr. 100)
Ein langgezogener Gebäudekomplex mit der ehemaligen Heiligen-Geist-Kapelle im Hofflügel. Das spätgotische Haupthaus und der Hofflügel stammen vom Ende des 15. Jahrhunderts, an denen im 17. und 18. Jahrhundert barocke Änderungen durchgeführt wurden. Das zweite Obergeschoß ist ein Neubau aus der Zeit nach 1880. Die Hauptfront beinhaltet ein spätgotisches Segmentbogenportal und einen nach 1880 untermauerten Breiterker. Im Inneren gibt es breite Mittelflure mit spätgotischem Kreuzrippengewölbe im Erdgeschoß und ersten Obergeschoß. Die ehemalige Kapelle wurde 1435 gestiftet und 1785 profaniert. Sie war eine hohe, dreijochige Kapelle mit spätgotischem Kreuzrippengewölbe. Am Ende des 15. Jahrhunderts wurde sie durch ein barockes Stichkappentonnengewölbe in zwei Geschoße unterteilt. Seit 1940 steht das Gebäude unter Denkmalschutz.
Eckhaus Heiligengeistgasse 3/Waaggasse 24 (Bürgerhaus, früher Stadt Nr. 133)
Ein historisch, spätgotisches Bürgerhaus, das erstmals 1397 urkundlich erwähnt wurde und seit 1993 unter Denkmalschutz steht. Umgestaltungen des Gebäudes erfolgten im 16. und 18. Jahrhundert sowie um 1900. Die Fassade besitzt gotische Stabwerkfenster aus der Zeit um 1500. Im Inneren finden sich mehrere Gewölbe aus dem 16. Jahrhundert, mehrere gotische Portale und eine barock verputzte Holzdecke.
Heiligengeistgasse 4 (Bürgerhaus, früher Stadt Nr. 98)
Ein dreigeschoßiges Gebäude, das erstmals 1515 urkundlich erwähnt wurde. Große Teile stammen aus dem 16. und 17. Jahrhundert, der oberste Stock aus der zweiten Hälfte des 18. Jahrhunderts. Im Zuge der Aufstockung wurde im 18. Jahrhundert auch die heutige Fassade gestaltet. Im Inneren findet sich ein Raum mit einem Tonnengewölbe und eine Stube mit verputzter Holzdecke. Das Gebäude steht seit 1993 unter Denkmalschutz ist aktuell (2009) stark renovierungsbedürftig.
Heiligengeistgasse 6 (Bürgerhaus, früher Stadt Nr. 97)
Ein in Teilen erhaltenes spätgotisches Bürgerhaus, das 1513 erstmals urkundlich erwähnt wurde. Die Fassade stammt vom Ende des 19. Jahrhunderts und zeigt einen Kragstock auf Konsolen. Im Inneren besitzen ein Flur und ein Raum ein Stichkappentonnengewölbe aus dem 16. Jahrhundert. Das Haus diente nach dem Zweiten Weltkrieg als Bordell und steht seit Ende des Betriebs (1993) unter Denkmalschutz.
Heiligengeistgasse 8 (Bürgerhaus, früher Stadt Nr. 96)
Ein dreigeschoßiges, historisches Gebäude, das seit 1993 unter Denkmalschutz steht. Das Haus wurde 1513 erstmals erwähnt und 1654 aufgestockt. Im Inneren finden sich einige tonnengewölbte Räume und ein gotisches Spitzbogenportal aus der Zeit um 1500.
Heiligengeistgasse 10 (Bürgerhaus, früher Stadt Nr. 95)
Ein dreigeschoßiges, historisches Gebäude, das seit 1941 unter Denkmalschutz steht. 1654 stürzte es ein und wurde zum größten Teil neu errichtet. Größere Veränderungen gab es auch in der zweiten Hälfte des 18. Jahrhunderts und Ende des 19. Jahrhunderts.
Heiligengeistgasse 12 (Bürgerhaus, früher Stadt Nr. 94)
Ein dreigeschoßiges Haus, das 1513 erstmals erwähnt wurde. Die historische Fassade wurde nach dem Brand 1880 erneuert; das Gebäude steht seit 1941 unter Denkmalschutz.
Heiligengeistgasse 14 (Bürgerhaus, früher Stadt Nr. 93)
Ein zweigeschoßiges Bürgerhaus, das seit 1941 unter Denkmalschutz steht. Erstmals urkundlich erwähnt wurde es 1537. Im 16. und 17. Jahrhundert wurden Umbauten vorgenommen, die historische Fassade stammt aus der Zeit nach 1880.
Heiligengeistgasse 16 (Bürgerhaus, früher Stadt Nr. 92)
Ein einfaches, historisches Gebäude, das seit 1941 unter Denkmalschutz steht. Im 16. und 17. Jahrhundert wurden Umbauten vorgenommen; nach dem Brand von 1880 wurden Teile erneuert.
Heiligengeistgasse 18 (Handwerkerhaus, früher Stadt Nr. 91)
Ein historisches Handwerkerhaus, das 1557 erstmals urkundlich erwähnt wurde. Ab 1626 war bis in die zweite Hälfte des 19. Jahrhunderts eine Hafnerei im Gebäude untergebracht. Teile des Gebäudes stammen aus dem 16. und 17. Jahrhundert. Im 18. Jahrhundert erfolgte eine Aufstockung und im 19. Jahrhundert ein weiterer Umbau. Im Inneren besteht ein Flur mit einem Kreuzgratgewölbe, und der ehemalige Brennraum besitzt ein Stichkappentonnengewölbe aus dem 17. Jahrhundert. Seit 1941 steht das Gebäude unter Denkmalschutz
Heiligengeistgasse 22 (Handwerkerhaus, früher Stadt Nr. 89)
Ein historisch erhaltenes Handwerkerhaus, das von 1454 bis 1975 als Stadtschmiede diente. Das heutige Gebäude wurde in der ersten Hälfte des 16. Jahrhunderts errichtet und im 17. und 18. Jahrhundert teilweise umgestaltet. Von der Schmiede sind Teile der Einrichtung noch erhalten; seit 1995 steht das Haus unter Denkmalschutz. Im Inneren findet sich eine reiche Ausgestaltung mit Gewölben und Portalen, zum Teil aus Werkstein.

## Denkmalwürdige Bauten

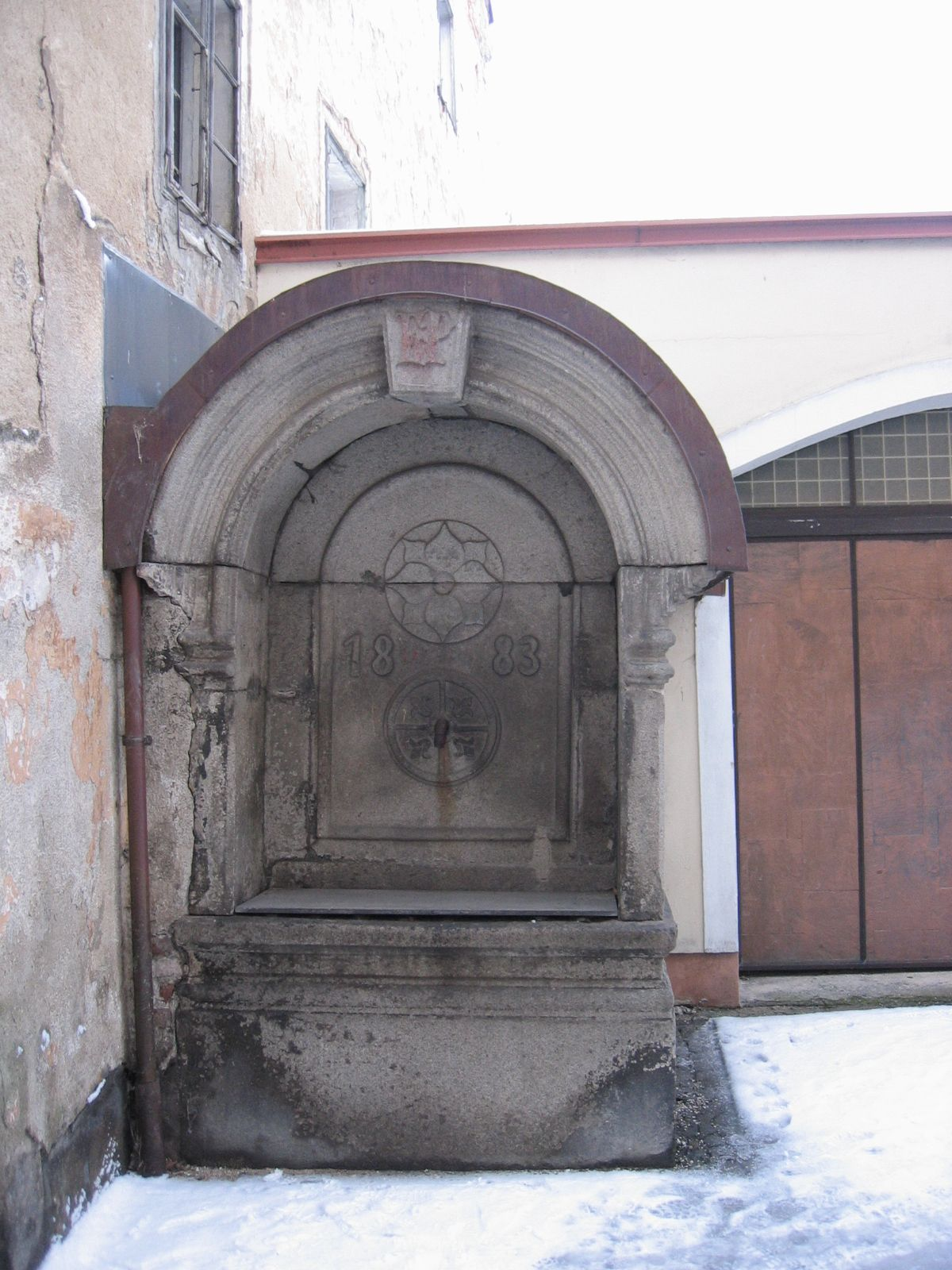
Brunnen

Diese Gebäude standen bis 2004 noch nicht unter Denkmalschutz, erfüllen jedoch die Bedingungen (Alter, Erhaltungswert) für eine Unterschutzstellung.
Eckhaus Heiligengeistgasse 2/Böhmergasse 11 (Wohnhaus, früher Stadt Nr. 99)
Ein zweigeschoßiges Gebäude, das zum Ende des 19. Jahrhunderts in ein Wohn- und Geschäftshaus umgebaut wurde. Aus dieser Zeit stammt auch die Fassade.
Heiligengeistgasse 2/4 (Brunnen)
Der Brunnen trägt die Jahreszahl 1883. Die seitlich profilierten Gesimse werden von einer rundbogigen, schindelgedeckten Überdachung abgeschlossen.